# إل ماسنو (برشلونة)
بلدية الماسناوْ (بالكاتالانية: el Masnou) هي إحدى بلديات مقاطعة برشلونة، والتي تقع في منطقة كاتالونيا، شرق إسبانيا. تعد المدينة مركزًا سياحيًا ومدينة سكنية في منطقة العاصمة برشلونة.
يبلغ عدد سكانها 21.935 نسمة وفقاً لإحصائية سنة (2007).

## أعلام
- برونو سالتور غراو
- ريكي روبيو
- مارك فرنانديز